# Palatul Ferro Fini

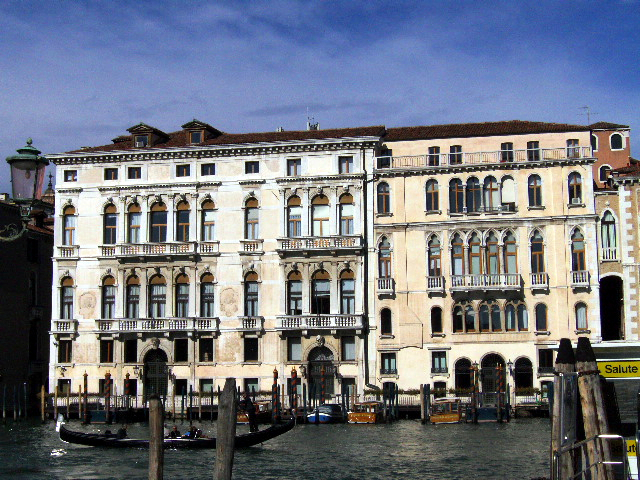
Palatul Ferro Fini

Palatul Ferro Fini este o clădire istorică din Veneția (Italia). El este compus din două clădiri separate, Palatul Morosini Ferro și Palatul Flangini Fini, care au fost combinate într-unul singur în anii 1860 pentru a crea un hotel de lux cu numele de New York. Hotelul a fost ocupat de armată în cel de-al Doilea Război Mondial (1939-1945). Prin 1970, hotelul era într-o stare de paragină, iar clădirea a fost cumpărată de regiunea Veneto, care a realizat renovări intense și a transformat-o în sediul consiliului regional.

## Clădirea
Palatul Ferro Fini este situat pe malul nordic al Canal Grande în porțiunea dintre Ponte dell'Accademia și Piața San Marco, vizavi de Bazilica Santa Maria della Salute construită în secolul al XVII-lea de către arhitectul Baldassarre Longhena. Clădirea combină două clădiri adiacente în stil renascentist. Ea are aspectul clasic venețian, cu un atrium care se întinde pe întreaga clădire de la malul apei până la partea dinspre uscat și o grădină sau curte interioară. 
Interiorul a fost renovat de mai multe ori, dar exteriorul este neschimbat. Mai marele Palazzo Fini are o fațadă renascentist tipică, în timp ce fațada mai micului Palazzo Ferro este în stil gotic. Ambele au pereți cu ipsos, recent restaurați. Cele două clădiri au avut istorii separate până când au fost combinate într-un hotel la sfârșitul secolului al XIX-lea. După renovări interioare ample, palatul este astăzi sediul Consiliului Regional al Veneției.

## Istoric

### Palatul Flangini Fini

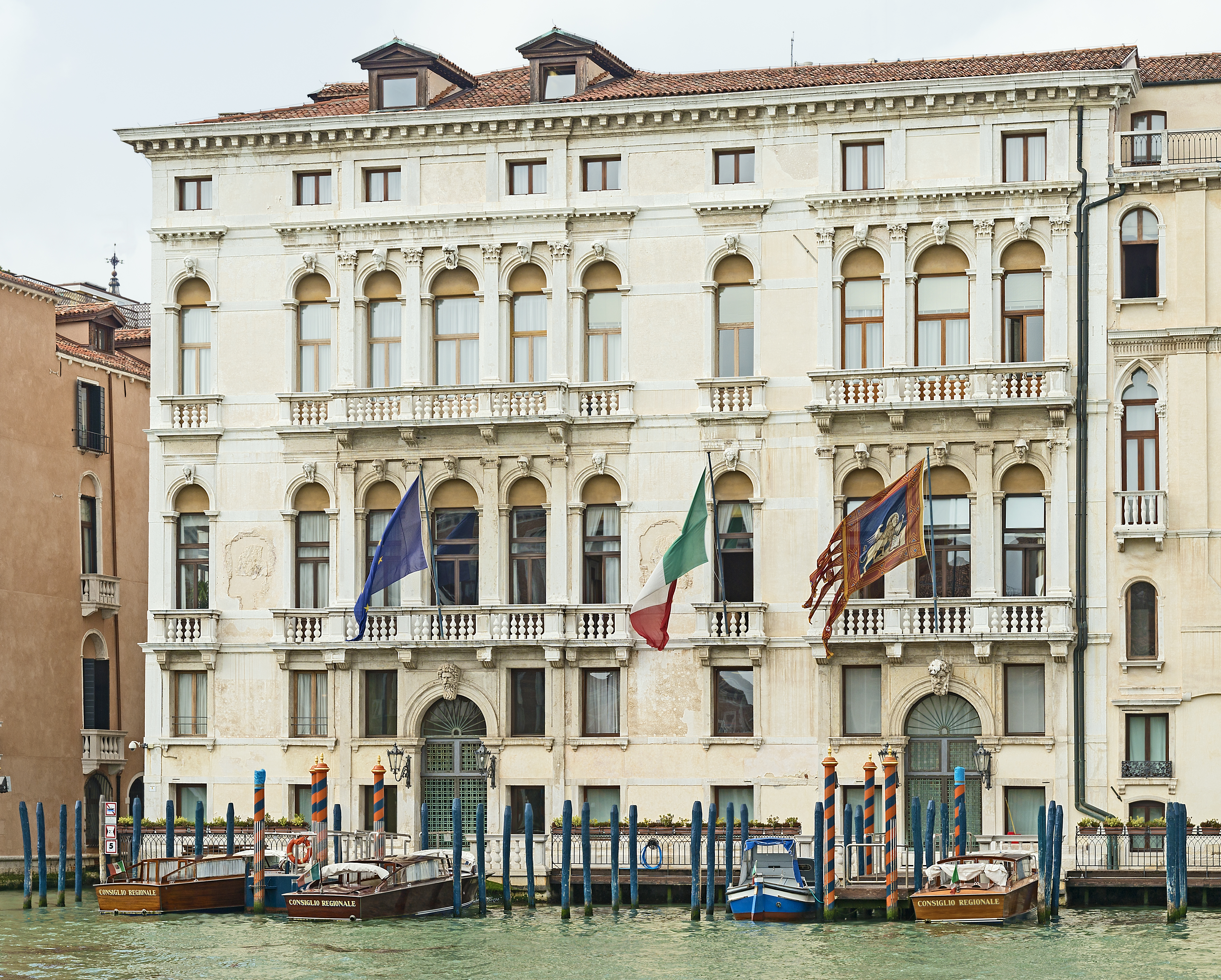
Palazzo Flangini Fini

Construcția palatului Fini a fost începută de către Tommaso Flangini, un bogat consilier fiscal grec din insula Corfu. În 1620 el a închiriat o casă pe Canal Grande deținută de familia Contarini, care a promis să renoveze clădirea ce era într-o stare de ruină. În 1638 Flangini a cumpărat clădirea și pe cea învecinată, le-a dărâmat și a construit o nouă clădire în 1640. După ce fiica lui Flangini a murit fără moștenitori, clădirea a fost moștenită de comunitatea greacă din Veneția cu scopul de a fi vândută, iar veniturile utilizate pentru a-i sprijini pe tinerii greci. În 1662 Jerome Fini a cumpărat palatul. El era, de asemenea, un consilier fiscal bogat dintr-o familie grecească care se mutase din Cipru în secolul al XVI-lea. Fini a plătit marea sumă de 120.000 de ducați pentru palat și pentru alte bunuri imobiliare din provincie.
Familia Fini a contribuit mult la decorarea clădirii și a restaurat palatul de mai multe ori. Proiectul palatului Flangini Fini este, în general, atribuit lui Alessandro Tremignon, datând din jurul anului 1688. Tremignon a lucrat mult pentru familia Fini. Cu toate acestea, se pare că Pietro Bettinelli a făcut cea mai mare parte a muncii, iar Tremignon a fost adus la sfârșit pentru a finaliza interiorul și fațada. Fațada este impresionantă, dar este clar asimetrică, deoarece a fost derivată din două clădiri anterioare, deținute anterior de familiile Contarini și Da Ponte. Toate deschiderile altele decât ferestrele dreptunghiulare ale celor două mezanine au arcade rotunde și balcoane, cu chei de boltă din marmură decorate în arcade cu capete expresive. Efectul de ansamblu este unul simplu și elegant.
Interiorul a fost decorat cu stuc de bună calitate și cu picturi realizate de Antonio Zanchi, Luca da Reggio și Pietro Liberi. Multe camere au tavane magnifice cu grinzi decorate cu motive decorative aurite și policrome. Mai târziu, palatul a căzut în degradare. Familia Fini a sărăcit după căderea Republicii Venețiene. În 1850 Bianca Zane Fini a părăsit cu copiii ei palatul, acum împărțit în apartamente, unele fiind închiriate, iar altele vândute.

### Palatul Morosini Ferro Manolesso

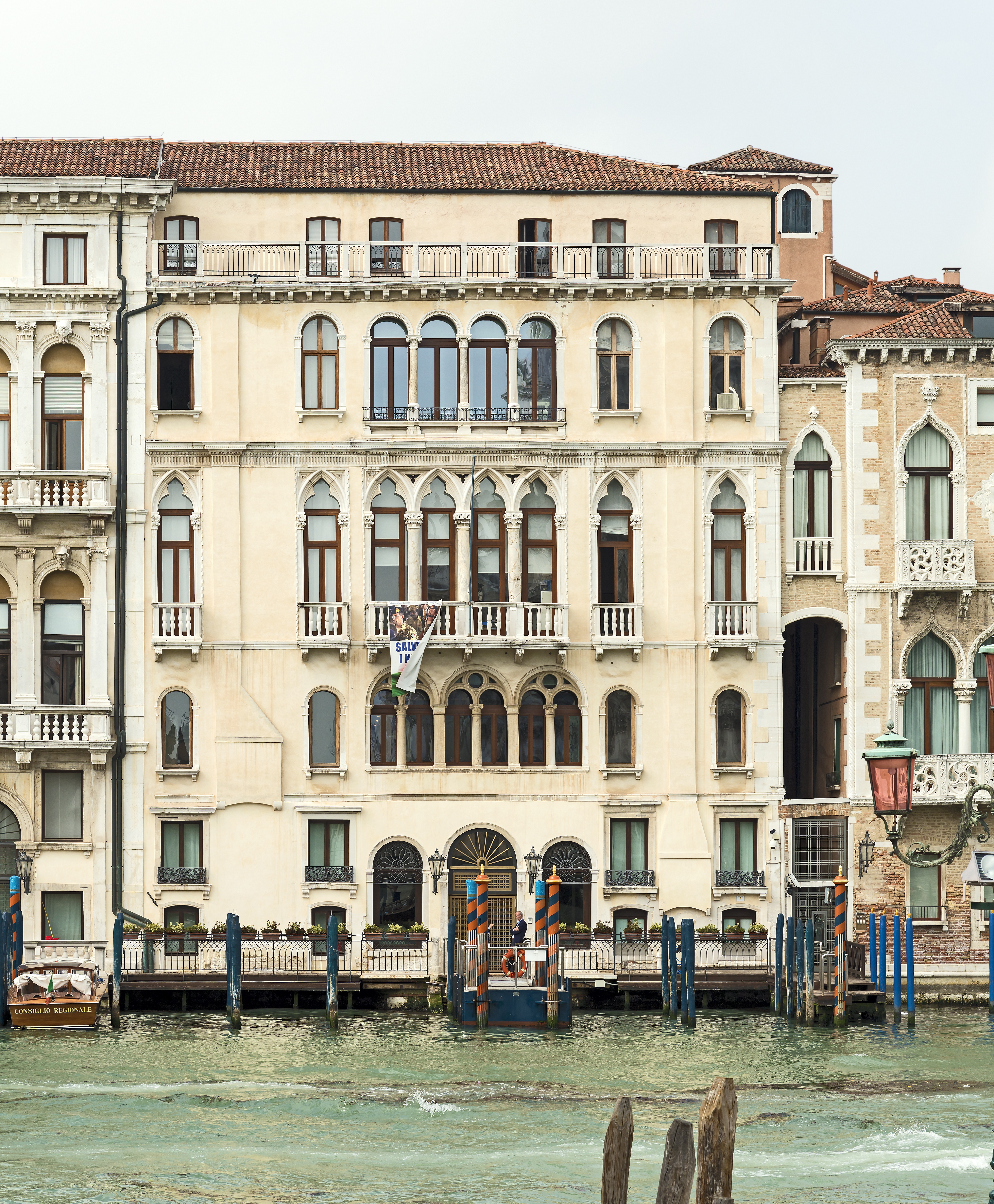
Palatul Morosini Ferro Manolesso

Locul pe care se află Palatul Ferro a fost inițial ocupat de o casă deținută de familia Morosini. Aceasta fusese cumpărată în 1382 de către Michele Morosini, doge al Veneției. El a achiziționat proprietatea în momentul în care mai mulți venețieni plecau din oraș ca urmare a amenințării Genovei, iar proprietățile erau ieftine. Familia Morosini a decorat palatul cu picturi de artiști precum Tițian, Tintoretto și Jacopo Bassano. În jurul anului 1740 clădirea a trecut la familia Ferro, care venise din Flandra în secolul al XIV-lea. În 1816 ultimul membru al familiei, Anthony Lazzaro Ferro, a murit fără moștenitori și a lăsat palatul nepotului său Zorzi Monolesso.

### Palatul Ferro Fini
În 1860 Laura Moschini, soția dalmațianului Luigi Ivancich, a cumpărat Palatul Ferro și l-a transformat într-unul dintre cele mai elegante și confortabile hoteluri din Veneția, numit inițial New York Hotel. În anii care au urmat familia Ivancich a achiziționat Palatul Fini și i-a integrat treptat Palatul Ferro. Pe la sfârșitul secolului al XIX-lea și începutul secolului al XX-lea hotelul de lux era în perioada de apogeu, cu apartamente regale și camere luxoase ocupate de oameni bogați și faimoși. În timpul celui de-al Doilea Război Mondial, hotelul a fost ocupat mai întâi de către trupele germane și apoi de către americani. După război, hotelul a rămas în stare de degradare, fiind realizate doar reparații minore. Familia Ivancich a păstrat dreptul de proprietate până în 1972, când proprietatea a fost achiziționată de către provincia Veneția, apoi transferată regiunii Veneto, care a început lucrări intense de renovare.

## Renovare
Palatul a fost restaurat de către arhitectul Luciano Parenti pentru regiunea Veneto. Renovarea a încercat să restabilească organizarea interioară originală, care fusese mult modificată de-a lungul anilor. Aceasta a implicat o cercetare și analiză atentă a structurii pentru a determina ce ar trebui conservat sau restaurat, în concordanță cu cerințele moderne. Restaurarea sălilor originale și a camerelor s-a realizat în mare măsură în funcție de nevoia de spații deschise și săli de recepție. O sală de ședințe pentru Consiliul Regional a fost amenajată în centrul palatului. Picturile păstrate, tavanele cu stucaturi și alte obiecte de valoare au fost curățate, iar fațada exterioară a fost curățată și restaurată pentru a evidenția elementele arhitecturale originale.
De la intrarea în palat dinspre Canal Grande se trece prin Sala Armelor. Ea este decorată cu steme vechi ale localităților din regiunea Veneto și simboluri ale celor șapte provincii, precum și cu lucrări ale artiștilor contemporani din Veneto. O statuie din ghips a unui leu, simbol al Republicii Venețiene, se află în centrul camerei.
Primul etaj al clădirii este Piano nobile cu camere de primire pentru oaspeți și delegații. Pe pereți și tavane se află picturi, decorațiuni din stuc și plafoane din lemn. Camerele au o vedere excelenta asupra Canal Grande. Al doilea etaj este folosit pentru birourile personalului de conducere al regiunii Veneto. Camerele restaurate reprezintă spațiul de locuit al seniorului venețian tipic, cu plafoane pictate, pardoseli din mozaic, tapițerie din damasc, șeminee, oglinzi, dulapuri și balcoane deasupra canalului. Sala cuoi (camera pieilor) își ia numele de la tapițeriile realizate din piei pătrate turnate în tipare tridimensionale și apoi lipite de perete. Tapițeriile, acoperite cu praf de aur, au scopul de a izola și, de asemenea, de a afișa bogăția familiei.